# 印度石油公司
印度石油有限公司 ( 英語： Indian Oil Corporation Limited) 是一家位於孟买的國家石油天然气公司。它的產品占印度石油產品47%，34%煉油能力，和67%的石油管線。

## 運作

### 商業部門
印度石油公司的商業部門包括：
- 煉油部門[2]
- 管道部門[3]
- 市場部門[4]
- 研發部門[5]
- 石化產業部[6]
- 勘探與生產部[7]